# Grande Prêmio de Abu Dhabi de 2014
O Grande Prêmio de Abu Dhabi de 2014 (formalmente 2014 Formula 1 Etihad Airways Abu Dhabi Grand Prix) foi uma corrida de Fórmula 1 disputada em 23 de novembro de 2014 no Circuito de Yas Marina, em Yas, Emirados Árabes Unidos. Foi a 19ª e última etapa da temporada de 2014.
Esta prova inaugurarou o sistema de pontuação dobrada, visando manter a disputa até o fim da temporada.
Mesmo tendo dispensado mais de duas centenas seus funcionários, a Caterham participou desta etapa, com Kamui Kobayashi e o estreante Will Stevens.
O inglês Lewis Hamilton, da Mercedes, venceu a corrida e se sagrou bicampeão mundial. O pódio foi completado pelo brasileiro Felipe Massa e pelo finlandês Valtteri Bottas, ambos da Williams.

## Pneus
| Nome do composto | Cor      | Cor | Banda de rolamento | Condições de condução | Dry Type  | Aderência      | Longevidade   |
| ---------------- | -------- | --- | ------------------ | --------------------- | --------- | -------------- | ------------- |
| Super Macio      | Vermelho |     | Slick              | Seco                  | Supersoft | Mais aderência | Menos durável |
| Macio            | Amarelo  |     | Slick              | Seco                  | Soft      | Médio          | Médio         |

### Treino Classificatório
| Pos.                     | Nu. | Piloto            | Construtor           | Q1        | Q2        | Q3       | Grid |
| ------------------------ | --- | ----------------- | -------------------- | --------- | --------- | -------- | ---- |
| 1                        | 6   | Nico Rosberg      | Mercedes             | 1: 41.308 | 1: 41.459 | 1:40.480 | 1    |
| 2                        | 44  | Lewis Hamilton    | Mercedes             | 1:41.207  | 1:40.920  | 1:40.866 | 2    |
| 3                        | 77  | Valtteri Bottas   | Williams-Mercedes    | 1: 42.346 | 1:41.376  | 1:41.025 | 3    |
| 4                        | 19  | Felipe Massa      | Williams-Mercedes    | 1:41.475  | 1:41.144  | 1:41.119 | 4    |
| 5                        | 3   | Daniel Ricciardo  | Red Bull-Renault     | 1:42.204  | 1:41.692  | 1:41.267 | 192  |
| 6                        | 1   | Sebastian Vettel  | Red Bull-Renault     | 1:42.495  | 1:42.147  | 1:41.893 | 202  |
| 7                        | 26  | Daniil Kvyat      | Toro Rosso-Renault   | 1:42.302  | 1:42.082  | 1:41.908 | 5    |
| 8                        | 22  | Jenson Button     | McLaren-Mercedes     | 1:42.137  | 1:41.875  | 1:41.964 | 6    |
| 9                        | 7   | Kimi Räikkönen    | Ferrari              | 1:42.439  | 1:42.168  | 1:42.236 | 7    |
| 10                       | 14  | Fernando Alonso   | Ferrari              | 1:42.467  | 1:41.940  | 1:42.866 | 8    |
| 11                       | 20  | Kevin Magnussen   | McLaren-Mercedes     | 1:42.104  | 1:42.198  |          | 9    |
| 12                       | 25  | Jean-Éric Vergne  | Toro Rosso-Renault   | 1:42.413  | 1:42.207  |          | 10   |
| 13                       | 11  | Sergio Pérez      | Force India-Mercedes | 1:42.654  | 1:42.239  |          | 11   |
| 14                       | 27  | Nico Hülkenberg   | Force India-Mercedes | 1:42.444  | 1:42.384  |          | 12   |
| 15                       | 99  | Adrian Sutil      | Sauber-Ferrari       | 1:42.746  | 1:43.074  |          | 13   |
| 16                       | 8   | Romain Grosjean   | Lotus-Renault        | 1:42.768  |           |          | 181  |
| 17                       | 21  | Esteban Gutiérrez | Sauber-Ferrari       | 1:42.819  |           |          | 14   |
| 18                       | 13  | Pastor Maldonado  | Lotus-Renault        | 1:42.860  |           |          | 15   |
| 19                       | 10  | Kamui Kobayashi   | Caterham-Renault     | 1:44.540  |           |          | 16   |
| 20                       | 46  | Will Stevens      | Caterham-Renault     | 1:45.095  |           |          | 17   |
| Tempo dos 107%: 1:48.291 |     |                   |                      |           |           |          |      |
| Fonte:                   |     |                   |                      |           |           |          |      |

Notas
- ↑1  – Romain Grosjean perdeu quatro posições no grid de largada, como parte da punição de vinte posições por troca da unidade de potência, além de um drive-through.

- ↑2  – Os dois carros da Red Bull, (Sebastian Vettel e Daniel Ricciardo) terão que largar dos boxes por irregularidades na asa dianteira.

### Corrida
| Pos.   | Nu. | Piloto            | Construtor           | Voltas' | Tempo/Retirado      | Grid | Pts. |
| ------ | --- | ----------------- | -------------------- | ------- | ------------------- | ---- | ---- |
| 1      | 44  | Lewis Hamilton    | Mercedes             | 55      | 1:39:02.619         | 2    | 50   |
| 2      | 19  | Felipe Massa      | Williams-Mercedes    | 55      | +2.500              | 4    | 36   |
| 3      | 77  | Valtteri Bottas   | Williams-Mercedes    | 55      | +28.800             | 3    | 30   |
| 4      | 3   | Daniel Ricciardo  | Red Bull-Renault     | 55      | +37.200             | 20   | 24   |
| 5      | 22  | Jenson Button     | McLaren-Mercedes     | 55      | +1:00.300           | 6    | 20   |
| 6      | 27  | Nico Hülkenberg   | Force India-Mercedes | 55      | +1:02.100           | 12   | 16   |
| 7      | 11  | Sergio Pérez      | Force India-Mercedes | 55      | +1:11.000           | 11   | 12   |
| 8      | 1   | Sebastian Vettel  | Red Bull-Renault     | 55      | +1:12.000           | 19   | 8    |
| 9      | 14  | Fernando Alonso   | Ferrari              | 55      | +1:25.800           | 8    | 4    |
| 10     | 7   | Kimi Räikkönen    | Ferrari              | 55      | +1:27.800           | 7    | 2    |
| 11     | 20  | Kevin Magnussen   | McLaren-Mercedes     | 55      | +1:30.300           | 9    |      |
| 12     | 25  | Jean-Éric Vergne  | Toro Rosso-Renault   | 55      | +1:31.900           | 10   |      |
| 13     | 8   | Romain Grosjean   | Lotus-Renault        | 54      | +1 volta            | 18   |      |
| 14     | 6   | Nico Rosberg      | Mercedes             | 54      | +1 volta            | 1    |      |
| 15     | 21  | Esteban Gutiérrez | Sauber-Ferrari       | 54      | +1 volta            | 14   |      |
| 16     | 99  | Adrian Sutil      | Sauber-Ferrari       | 54      | +1 volta            | 13   |      |
| 17     | 46  | Will Stevens      | Caterham-Renault     | 54      | +1 volta            | 17   |      |
| Ret    | 10  | Kamui Kobayashi   | Caterham-Renault     | 42      | Retirado            | 16   |      |
| Ret    | 13  | Pastor Maldonado  | Lotus-Renault        | 27      | Unidade de Potência | 15   |      |
| Ret    | 26  | Daniil Kvyat      | Toro Rosso-Renault   | 15      | Unidade de Potência | 5    |      |
| Fonte: |     |                   |                      |         |                     |      |      |

## Curiosidades
- Última corrida de Adrian Sutil, Jean-Éric Vergne e de Kamui Kobayashi na Fórmula 1.
- Última corrida da equipe Caterham.
- Última corrida de Esteban Gutiérrez até 2016.
- Última corrida de Sebastian Vettel na Red Bull e de Fernando Alonso na Ferrari.
- Última corrida da McLaren com motores Mercedes, que voltariam em 2021.
- Lewis Hamilton volta a conquistar o título mundial desde 2008.
- Última vez que a Williams teve seus dois carros no pódio.
- Última corrida de Daniil Kvyat na Toro Rosso até o Grande Prêmio da Espanha de 2016.

## Tabela do campeonato após a corrida
Somente as cinco primeiras posições estão incluídas nas tabelas.
| Pos | Piloto           | Pontos | Var |
| --- | ---------------- | ------ | --- |
| 1   | Lewis Hamilton   | 384    | 0   |
| 2   | Nico Rosberg     | 317    | 0   |
| 3   | Daniel Ricciardo | 238    | 0   |
| 4   | Valtteri Bottas  | 186    | 2   |
| 5   | Sebastian Vettel | 167    | 1   |

| Pos | Construtor        | Pontos | Var |
| --- | ----------------- | ------ | --- |
| 1   | Mercedes          | 701    | 0   |
| 2   | Red Bull-Renault  | 405    | 0   |
| 3   | Williams-Mercedes | 320    | 0   |
| 4   | Ferrari           | 216    | 0   |
| 5   | McLaren-Mercedes  | 181    | 0   |

|  |              |
|  | Campeão      |
|  | Vice-Campeão |
|  | 3º Colocado  |